# Coyote Ugly
Coyote Ugly (Verweistitel: Coyote Ugly – Sie wollen alles, und das sofort) ist ein Film des Regisseurs David McNally, der im Jahr 2000 in den Vereinigten Staaten gedreht wurde. Die Hauptrollen werden von Piper Perabo und Adam Garcia gespielt.

## Handlung
Violet kommt aus einer kleinen Stadt in New Jersey, wo sie in einer Pizzeria arbeitet und jeder sie gut kennt. Da sie eine berühmte Songschreiberin werden möchte, beschließt sie gegen den Rat ihres Vaters, nach New York zu ziehen. Ihre beste Freundin Gloria fährt sie zu ihrer neuen Wohnung, die sich als heruntergekommene Absteige entpuppt. Doch einen Vorteil hat diese Wohnung, nämlich eine Dachterrasse, auf der Violet ihre Lieder komponieren kann.
Bei verschiedenen Musikproduzenten hinterlässt Violet Demoaufnahmen ihrer Stücke, die jedoch keinen Erfolg haben. Nach einem peinlichen Zwischenfall mit dem Hilfskoch Kevin O’Donnell, dessen Freund ihn als Musikproduzenten ausgegeben hat, bekommt sie langsam Zweifel, ob ihr Umzug nach New York die richtige Entscheidung war. Eigene Auftritte, bei denen sie ihre Lieder vorstellen könnte, sind für Violet undenkbar, da sie zu viel Lampenfieber hat. Laut ihrem Vater hat sie diese Eigenschaft mit ihrer ebenfalls musizierenden, inzwischen verstorbenen Mutter gemeinsam.
Nachdem bei einem Einbruch in ihre Wohnung ihre Ersparnisse entwendet worden sind, wird ihr Geld knapp. Durch Zufall erfährt sie, dass in der Bar Coyote Ugly eine Stelle frei wird, da eine der Bardamen ein Studium beginnt. Doch das Coyote Ugly unter der Leitung von Lil ist keine gewöhnliche Bar: Die Bardamen tanzen auf der Theke, singen und trinken auf burschikose Art mit den Gästen, und nicht selten kommt es vor, dass die Theke „flambiert“ wird oder die Bardame Rachel pöbelnde Gäste verprügelt.
Nach einigen Startschwierigkeiten wird Violet ein vollwertiges Mitglied der „Coyoten“ und ist nun in der Bar unter dem Namen „Jersey Nun“ bekannt. Als sich eines Abends eine Schlägerei abzeichnet, überwindet sie ihr Lampenfieber und singt auf der Theke zur Jukebox One Way or Another, wodurch sie die Aufmerksamkeit der Raufbolde auf sich zieht und die Schlägerei verhindert. Dabei ist auch Kevin hilfreich, mit dem sie eine Beziehung beginnt. Kevin beschafft Violet einen Gig in einer anderen Bar, den sie jedoch zugunsten ihrer Arbeit im Coyote Ugly platzen lässt. Als Kevin ihr bei der Arbeit eine Eifersuchtsszene macht, trennen sie sich. Auch ihr Vater wendet sich enttäuscht ab, als er sie eines Abends in der Bar besucht und sie freizügig gekleidet auf der Theke tanzen sieht.
Eines Tages enthält Violets Anrufbeantworter die Nachricht einer Plattenfirma, bei der ihre Demoaufnahme anscheinend gut angekommen ist. Sie soll bei einem Live-Event auftreten. Ihr Vater, der zwischenzeitlich von einem Auto angefahren wurde und verletzt im Krankenhaus liegt, beichtet ihr, dass ihre Mutter nicht wegen Lampenfiebers die Bühne gemieden hatte, sondern weil er sie darum gebeten hatte.
Violet meistert ihren Auftritt trotz Lampenfiebers und erhält einen Vertrag als Songschreiberin. Sie kommt wieder mit Kevin zusammen und ihr Vater hat eine neue Freundin. Schließlich singt sie zusammen mit LeAnn Rimes auf der Theke des Coyote Ugly ihre Lieder, und ihr Vater tanzt dazu.

## Hintergrund

### Musik
LeAnn Rimes spielt sich in Coyote Ugly selbst und singt am Ende die angeblich von Violet komponierten Lieder.
In Wirklichkeit sind diese von der Songwriterin Diane Warren, die für den Film vier Titel schrieb, nämlich But I Do Love You, Right Kind of Wrong, Please Remember und Can’t Fight the Moonlight. Letzterer bescherte LeAnn Rimes besonders in Deutschland großen Erfolg.
Auf dem Soundtrack zum Film sind folgende Lieder enthalten:
| Nr. | Titel                          | Interpret                |
| --- | ------------------------------ | ------------------------ |
| 1.  | Can’t Fight The Moonlight      | LeAnn Rimes              |
| 2.  | Please Remember                | LeAnn Rimes              |
| 3.  | The Right Kind of Wrong        | LeAnn Rimes              |
| 4.  | But I Do Love You              | LeAnn Rimes              |
| 5.  | All She Wants to Do Is Dance   | Don Henley               |
| 6.  | Unbelievable                   | EMF                      |
| 7.  | The Power                      | Snap                     |
| 8.  | Need You Tonight               | INXS                     |
| 9.  | The Devil Went Down to Georgia | The Charlie Daniels Band |
| 10. | Boom Boom Boom                 | Rare Blend               |
| 11. | Didn’t We Love                 | Tamara Walker            |
| 12. | We Can Get There               | Mary Griffin             |

#### Chartplatzierungen
| ChartsChartplatzierungen       | Höchstplatzierung | Wochen |
| ------------------------------ | ----------------- | ------ |
| Deutschland (GfK)              | 5 (42 Wo.)        | 42     |
| Österreich (Ö3)                | 2 (39 Wo.)        | 39     |
| Schweiz (IFPI)                 | 9 (47 Wo.)        | 47     |
| Vereinigte Staaten (Billboard) | 9 (… Wo.)         | …      |

| ChartsJahrescharts (2000)      | Platzierung |
| ------------------------------ | ----------- |
| Österreich (Ö3)                | 40          |
| Schweiz (IFPI)                 | 89          |
| Vereinigte Staaten (Billboard) | 135         |

| ChartsJahrescharts (2001)      | Platzierung |
| ------------------------------ | ----------- |
| Deutschland (GfK)              | 96          |
| Österreich (Ö3)                | 74          |
| Schweiz (IFPI)                 | 97          |
| Vereinigte Staaten (Billboard) | 31          |

| ChartsJahrescharts (2002)      | Platzierung |
| ------------------------------ | ----------- |
| Vereinigte Staaten (Billboard) | 126         |

#### Auszeichnungen für Musikverkäufe
| Land/Region                  | Auszeichnungen für Musikverkäufe (Land/Region, Auszeichnung, Verkäufe) | Verkäufe  |
| ---------------------------- | ---------------------------------------------------------------------- | --------- |
| Australien (ARIA)            | 2× Platin                                                              | 140.000   |
| Dänemark (IFPI)              | Gold                                                                   | (25.000)  |
| Europa (IFPI)                | Platin                                                                 | 1.000.000 |
| Irland (IRMA)                | 2× Platin                                                              | (30.000)  |
| Japan (RIAJ)                 | Gold                                                                   | 100.000   |
| Kanada (MC)                  | 5× Platin                                                              | 500.000   |
| Norwegen (IFPI)              | Gold                                                                   | (25.000)  |
| Österreich (IFPI)            | Gold                                                                   | (25.000)  |
| Portugal (AFP)               | Gold                                                                   | (20.000)  |
| Schweiz (IFPI)               | Gold                                                                   | (25.000)  |
| Spanien (Promusicae)         | Platin                                                                 | (100.000) |
| Vereinigte Staaten (RIAA)    | 4× Platin                                                              | 4.000.000 |
| Vereinigtes Königreich (BPI) | Platin                                                                 | (300.000) |
| Insgesamt                    | 6× Gold · 16× Platin ·                                                 | 5.740.000 |

### Produktion
Für den Film Coyote Ugly, der sich auf eine real existierende Kneipe der Coyote-Ugly-Kette in Manhattan bezieht, engagierte der Produzent Jerry Bruckheimer den bis dahin nur durch seine Werbe- und Videoclips bekannten Regisseur David McNally.
Nach zahlreichen Castings für die Hauptrolle fiel die Wahl auf Piper Perabo, die bis dahin nur kleine Nebenrollen gespielt hatte. Für die Rolle der Violet musste sie Gesangs-, Gitarren- und Klavierunterricht nehmen und nebenbei noch Tanzen und Kellnern lernen.
Für die Choreografie wurde Travis Payne ausgewählt, der für jede der Schauspielerinnen eine eigene Tanzdarbietung konzipierte, die ihre Stärken unterstrich.
Obwohl sich das echte Coyote Ugly mitten in New York City befindet, wurde, neben Drehorten in New Jersey und Manhattan, vorzugsweise in Los Angeles gedreht. Nach Recherchen in zahlreichen Bars und Kneipen im ganzen Land entschieden sich die Designer dafür, eine eigene Bar zu entwerfen, die, obwohl sie dem echten Coyote Ugly ähnelte, einen eigenen Stil besaß, der der Geschichte entsprach.

### Veröffentlichung
Der Film hatte am 31. Juli 2000 in New York Premiere und startete am 4. August in den US-amerikanischen Kinos. Im deutschsprachigen Raum lief er am 7. September 2000 in den Kinos an. Am 20. September 2001 wurde der Film in Deutschland auf DVD veröffentlicht, der Director’s Cut erschien rund 4 Jahre später am 1. September 2005.

### Synchronisation
Synchronisiert wurde der Film durch die Film- & Fernseh-Synchron nach einem Dialogbuch von Andreas Pollak, der auch Dialogregie führte.
| Rolle           | Darsteller/in    | Deutsche Synchronstimme  |
| --------------- | ---------------- | ------------------------ |
| Violet Sanford  | Piper Perabo     | Anna Carlsson            |
| William Sanford | John Goodman     | Hartmut Neugebauer       |
| Kevin O’Donnell | Adam Garcia      | Pascal Breuer            |
| Cammie          | Izabella Miko    | Julia Haacke             |
| Lil             | Maria Bello      | Claudia Urbschat-Mingues |
| Zoe             | Tyra Banks       | Sandra Schwittau         |
| Rachel          | Bridget Moynahan | Susanne von Medvey       |
| Gloria          | Melanie Lynskey  | Shandra Schadt           |

## Kritiken
Gisela Ostwald von dpa schreibt: „Er stellt keine großen Ansprüche an sein Publikum. Er ist leichte Kost, die gut unterhält, in Schwung bringt, das Auge jedes New-York-Fans verwöhnt und zwischendurch das Herz wärmt. Außerdem wirkt er glaubwürdig und echt.“
Wolfgang Hübner von AP schreibt: „So viel steht fest: ‚Saturday Night Fever‘ war große Kinokunst im Vergleich zu diesem hinten wie vorne lahmenden Kojoten.“

## Auszeichnungen
Diane Warren gewann den ASCAP Award für Can’t Fight the Moonlight.
LeAnn Rimes gewann ebenfalls für Can’t Fight the Moonlight einen Blockbuster Entertainment Award. Maria Bello gewann die Auszeichnung als beliebteste Nebendarstellerin in einer Komödie. Piper Perabo war als Newcomerin nominiert, und auch der Soundtrack zu Coyote Ugly war für einen Blockbuster Entertainment Award vorgeschlagen.
Piper Perabo gewann einen MTV Movie Award für ihre Performance von One Way Or Another. Außerdem war sie noch als Newcomer nominiert.
Die Deutsche Film- und Medienbewertung FBW in Wiesbaden verlieh dem Film das Prädikat wertvoll.

## Trivia
- Als Violet zum ersten Mal das Coyote Ugly betritt, läuft der Song Pour Some Sugar on Me von Def Leppard über die Soundanlage der Kneipe. Anschließend telefoniert Violet in ihrer Wohnung mit ihrem Vater, der einen Eimer Hähnchenteile von Kentucky Fried Chicken isst, obwohl er auf Diät ist.
- In der Szene, in der sich Violet in die dunkle Toilette zurückzieht, nachdem sie einen Kontrolleur der Feuerpolizei mit einem Wasserschlauch nass gespritzt hat, sieht man über ihrem Kopf im Hintergrund einen roten Aufkleber der Punk-Rock-Plattenfirma Fat Wreck Chords an der Wand hängen.
- Als sich ihre Freundin Gloria die Seite 137 in der Wochenzeitung The Village Voice anschaut, sieht man in der Programm-Anzeige des Musikclubs The Bowery Ballroom neben Acts wie Beth Hart, Pennywise, Vertical Horizon, Edwin McCain und Eve 6 den Namen von Singer/Songwriterin Violet Sanford in kleiner dünner Schrift.
- In dem Song Cheers (Drink to That) von Rihanna von 2011 bezieht sich die Popsängerin textlich auf den Spielfilm, um die Stimmung einer rauschenden trinkseligen Party zu schildern.
- Michael Bay hat einen Cameo-Auftritt als Fotograf.